# Reggie Geary
Pour les articles homonymes, voir Geary.
Reggie Geary, né le 31 août 1973, à Trenton, au New Jersey, est un joueur et entraîneur américain de basket-ball. Il évolue au poste de meneur.

## Palmarès
- First-team All-Pac-10 1996